# Vienna (Dél-Dakota)
Vienna város az Amerikai Egyesült Államok Dél-Dakota államában, Clark megyében. Lakosainak száma 49 fő (2020. április 1.).

## Népesség
A település népességének változása:
| Lakosok száma | 45   | 44   | 49   |
|               | 2010 | 2013 | 2020 |